# Melanis alena
Melanis alena is een vlindersoort uit de familie van de prachtvlinders (Riodinidae), onderfamilie Riodininae.
Melanis alena werd in 1870 beschreven door Hewitson.